# Heksering
 Denne artikel bør gennemlæses af en person med fagkendskab for at sikre den faglige korrekthed.

En heksering er en naturligt forekommende ring f.eks. af dødt græs pga. svampe i ringformation. Fra tid til anden kan svampens frugtlegeme eller paddehatte også ses. Svampens mycelium kan gå flere meter under jorden. Den karakteristiske ringform opstår, fordi svampen lever af uomsat, vissent græs. Når den første, runde flade er renset for fødeemner, vokser svampens mycelium ud og væk derfra, sådan at området inden for kredsen efterlades, mens svampen er mest aktiv langs ringens yderside.
Rådyr går som led i deres parringsleg rundt i en ring med bukken efter råen. Det kan slide vegetationen ned i ringen som også kaldes en heksering.
Der findes mange svampe, som viser sig i ringformation f.eks. elledans-bruskhat, mark-champignon og kæmpe-tragthat, der alle er spiselige.
I engelsk og nordisk folklore er det blevet overleveret, at det var elverfolkene, som dansede i ring, så græsset blev ødelagt. Anden mytologi har angivet at årsagen er lynnedslag.
Det danske navn kommer af, at man i gamle dag i bl.a. Danmark og Tyskland troede, at det var hekse, der dansede på græsset om natten, og fik det til at gå ud.
På sportspladser og golfbaner betragtes hekseringe som skadegørende, fordi uregelmæssigheder i grønsværen skaber ulige konkurrencebetingelser og hindrer fair play. Det er dog yderst vanskeligt at bekæmpe svampene, da myceliet er så dybt ned i jorden. Som forebyggelse anbefales omhyggelig græspleje med årlig vertikalskæring.

## Galleri
- En heksering af rabarber-parasolhat (Macrolepiota rhacodes).
- Heksering på en eng